# Beresowe (Sarny)
Beresowe (ukrainisch Березове; russisch Берёзовое/Berjosowoje, polnisch Berezów) ist ein Dorf in der Westukraine etwa 35 Kilometer nördlich des ehemaligen Rajonshauptortes Rokytne und 133 Kilometer nordöstlich der Oblasthauptstadt Riwne am Fluss Besimenna (Безіменна) gelegen. Die Grenze zu Belarus verläuft etwa 3 Kilometer nördlich des Ortes.

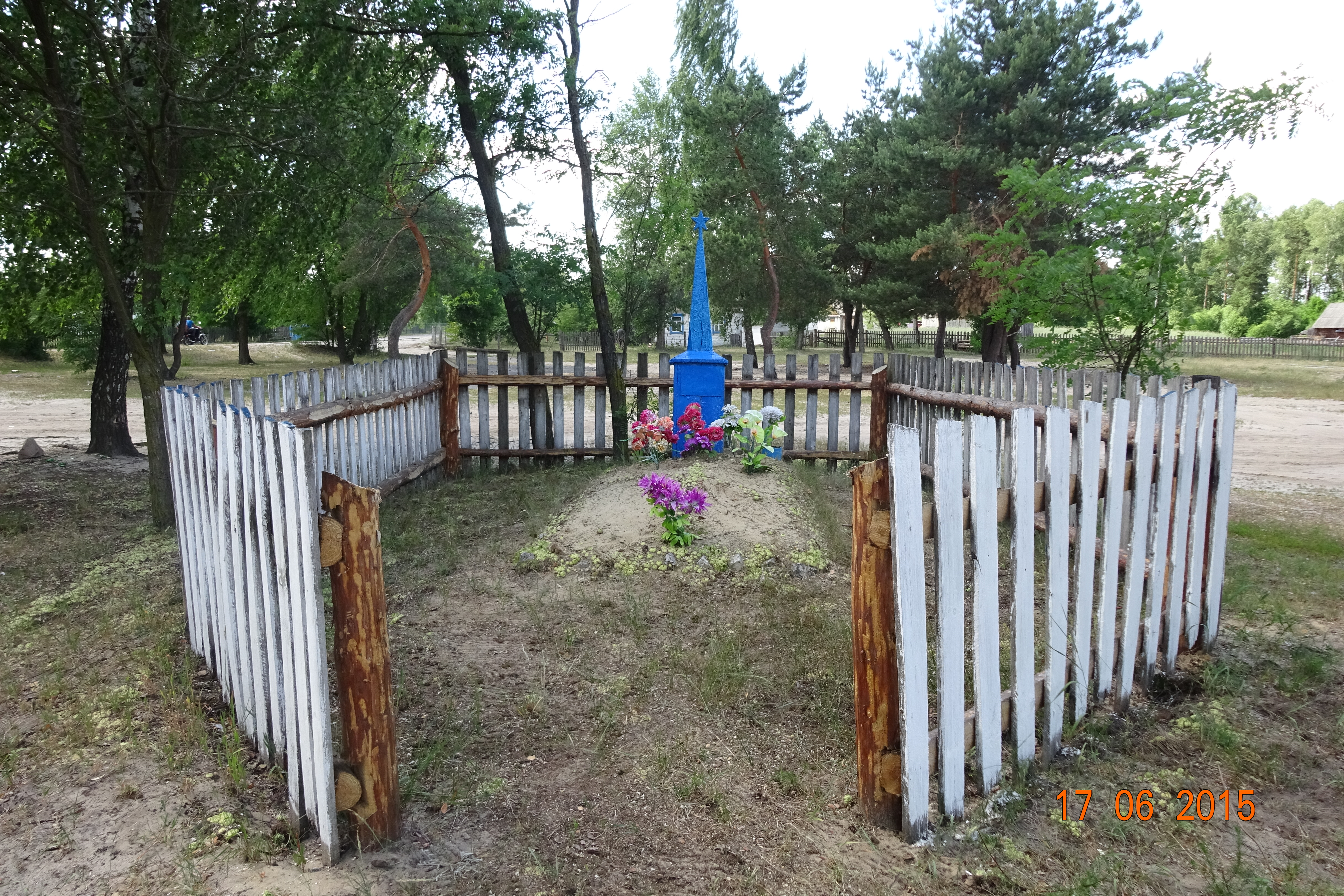
Massengrab der Partisanen in Beresowe

## Geschichte
Der Ort wird 1780 zum ersten Mal schriftlich erwähnt und gehörte dann bis 1793 in der Woiwodschaft Brześć Litewski zur Adelsrepublik Polen-Litauen. Mit den Teilungen Polens fiel der Ort an das spätere Russische Reich und lag bis zum Ende des Ersten Weltkriegs im Gouvernement Minsk.
Nach dem Ersten Weltkrieg kam der Ort zu Polen (als Hauptort der Gmina Berezów in die Woiwodschaft Polesien, Powiat Stolin), im Zweiten Weltkrieg wurde er zwischen 1939 und 1941 von der Sowjetunion besetzt. Nach dem Überfall auf die Sowjetunion im Juni 1941 wurde er dann bis 1944 von Deutschland besetzt, dies gliederte den Ort in das Reichskommissariat Ukraine in den Generalbezirk Brest-Litowsk/Wolhynien-Podolien, Kreisgebiet Stolin.
Nach dem Krieg wurde der Ort der Sowjetunion zugeschlagen. Dort kam das Dorf zur Ukrainischen SSR und seit 1991 ist sie ein Teil der heutigen Ukraine.

## Verwaltungsgliederung
Am 12. Juni 2020 wurde das Dorf zum Zentrum der neugegründeten Landgemeinde Beresowe (Березівська сільська громада/Beresiwska silska hromada). Zu dieser zählen auch die 9 in der untenstehenden Tabelle aufgelistetenen Dörfer, bis dahin bildete es zusammen mit den Dörfern Hrabun und Sabolottja die gleichnamige Landratsgemeinde Beresowe (Березівська сільська рада/Beresiwska silska rada) im Norden des Rajons Rokytne.
Am 17. Juli 2020 wurde der Ort Teil des Rajons Sarny.
Folgende Orte sind neben dem Hauptort Beresowe Teil der Gemeinde:
| Name                     | Name             | Name                               | Name                | Name |
| ukrainisch transkribiert | ukrainisch       | russisch                           | polnisch            |      |
| ------------------------ | ---------------- | ---------------------------------- | ------------------- | ---- |
| Budky-Kamjanski          | Будки-Кам'янські | Будки-Каменские (Budki-Kamenskije) | Budki Wojtkiewickie |      |
| Chmil                    | Хміль            | Хмель (Chmel)                      | Chmiel              |      |
| Dubno                    | Дубно            | Дубно                              | Dubno               |      |
| Hlynne                   | Глинне           | Глинное (Glinnoje)                 | Glinno              |      |
| Hrabun                   | Грабунь          | Грабунь (Grabun)                   | Grabuń              |      |
| Kamjane                  | Кам'яне          | Каменное (Kamennoje)               | Kamień              |      |
| Obsitsch                 | Обсіч            | Обсич                              | Opsycz              |      |
| Posnan                   | Познань          | Познань                            | Poznań              |      |
| Sabolottja               | Заболоття        | Заболотье (Sabolotje)              | Podmościszcze       |      |